# Copa de la CEI 1999
La Copa de la CEI 1999 es la séptima edición de este torneo de fútbol a nivel de clubes organizado por la Unión de Fútbol de Rusia y que contó con la participación de 16 equipos pertenecientes a los países que antes conformaban a la Unión Soviética.
El FC Spartak de Moscú de Rusia venció al campeón de las tres ediciones previas, el FC Dynamo Kiev de Ucrania en la final que se jugó en Moscú para ser campeón del torneo por cuarta ocasión.

## Cambio de Formato
A partir de esta edición, todos los participantes han sido divididos en dos divisiones. Ocho de ellos son de los equipos de los países que llegaron a la ronda de los cuartos de final de la edición anterior y que son incluidos en la división superior, mientras que los otros siete son incluidos en la primera división. Este formato es el que se aplica en las siguientes tres ediciones del torneo (1999–2001), aunque más tarde el formato cambió a su estado anterior (de 1996 a 1998). El cambion se implementó para reducir la cantidad de partidos poco competitivos entre oponentes con diferencia de nivel muy grande, como pasó en el partido entre Spartak Moscú de Rusia con el Vakhsh Qurghonteppa de Tayikistán, el cual terminó con victoria para el equipo ruso con marcador de 19–0.
- División Superior: En la primera ronda los ocho equipos fueron separados en dos grupos (A y B). Los países representados que terminen en último lugar de cada grupo descienden a la primera división para el siguiente torneo. Los dos primeros lugares de cada grupo avanzan a las semifinales, incluyendo el resultado que tuvieron los equipos del mismo grupo en la fase previa. En las semifinales, los equipos enfrentarán a los equipos que clasificaron del otro grupo. Los dos mejores equipos de las semifinales juegan la final.
- Primera División: Siete países serán divididos en dos grupos (C y D). Un participante no oficial Rusia Sub-21 estará en uno de los grupos, pero sus resultados no cuentan para las posiciones finales. Las naciones representadas que ganen cada grupo ascienden a la división superior para el siguiente torneo.

## Participantes
| Equipo                  | Clasificación                                           | Apariciones |
| ----------------------- | ------------------------------------------------------- | ----------- |
| División Superior       |                                                         |             |
| Spartak Moscú           | Campeón de la 1998 Russian Top Division                 | 6           |
| Dynamo Kiev             | Campeón de la 1997–98 Vyshcha Liha                      | 4           |
| Dnepr-Transmash Mogilev | Campeón de la 1998 Belarusian Premier League            | 1           |
| FBK Kaunas              | 2º lugar de la 1998–99 A Lyga tras la pausa invernal    | 1           |
| Skonto Riga             | Campeón de la 1998 Latvian Higher League                | 7           |
| Dinamo Tbilisi          | Campeón de la 1997–98 Umaglesi Liga                     | 7           |
| Kapaz Ganja             | Campeón de la 1997–98 Azerbaijan Top League             | 3           |
| Köpetdag Aşgabat        | Campeón de la 1997–98 Ýokary Liga                       | 7           |
| Primera División        |                                                         |             |
| Tulevik Viljandi        | 5º lugar de la 1998 Meistriliiga                        | 2           |
| Zimbru Chișinău         | Campeón de la 1997–98 Moldovan National Division        | 6           |
| Tsement Ararat          | Campeón de la 1998 Armenian Premier League              | 1           |
| Yelimay Semipalatinsk   | Campeón de la 1998 Kazakhstan Premier League            | 3           |
| Varzob Dushanbe         | Campeón de la 1998 Tajik League                         | 1           |
| CAG-Dinamo-MVD Bishkek  | Campeón de la 1998 Kyrgyzstan League                    | 2           |
| Rusia                   | Participante no oficial, no es elegible para el ascenso | 5           |
| Spartak-2 Moscú         | Participante no oficial, no es elegible para el ascenso | 1           |

## Primera División

### Grupo C

#### Tabla No Oficial
| Equipo                 | J | G | E | P | GF | GC | GD | Pts |
| ---------------------- | - | - | - | - | -- | -- | -- | --- |
| Zimbru Chișinău        | 3 | 2 | 1 | 0 | 6  | 1  | +5 | 7   |
| Rusia U21              | 3 | 2 | 1 | 0 | 5  | 0  | +5 | 7   |
| Tulevik Viljandi       | 3 | 1 | 0 | 2 | 3  | 7  | -4 | 3   |
| CAG-Dinamo-MVD Bishkek | 3 | 0 | 0 | 3 | 1  | 7  | -6 | 0   |

#### Tabla Oficial
| Equipo                 | J | G | E | P | GF | GC | GD | Pts |
| ---------------------- | - | - | - | - | -- | -- | -- | --- |
| Zimbru Chișinău        | 2 | 2 | 0 | 0 | 6  | 1  | +5 | 6   |
| Tulevik Viljandi       | 2 | 1 | 0 | 1 | 3  | 5  | -2 | 3   |
| CAG-Dinamo-MVD Bishkek | 2 | 0 | 0 | 2 | 1  | 4  | -3 | 0   |

| 23 de enero de 1999 | Zimbru Chișinău | 0 – 0 | Rusia U21 | Spartak Manege, Moscú                                      |  |
|                     |                 |       |           | Asistencia: 100 espectadores Árbitro(s): Rahmon Murtazayev |  |

| 23 de enero de 1999 | CAG-Dinamo-MVD Bishkek | 1 – 2 | Tulevik Viljandi            | Spartak Manege, Moscú                                    |                                                          |
|                     | Salo 38' (pen.)        |       | Dovydėnas 45' · Musayev 83' | Asistencia: 300 espectadores Árbitro(s): Slavik Kazaryan | Asistencia: 300 espectadores Árbitro(s): Slavik Kazaryan |

| 24 de enero de 1999 | Rusia U21                              | 3 – 0 | CAG-Dinamo-MVD Bishkek | Spartak Manege, Moscú                                      |                                                            |
|                     | Adiyev 25' · Fishman 62' · Borisov 76' |       |                        | Asistencia: 100 espectadores Árbitro(s): Sergei Frantsuzov | Asistencia: 100 espectadores Árbitro(s): Sergei Frantsuzov |

| 24 de enero de 1999 | Tulevik Viljandi | 1 – 4 | Zimbru Chișinău                                | Spartak Manege, Moscú                                        |                                                              |
|                     | Dovydėnas 4'     |       | Cleșcenco 6' 86' · Hilazyev 44' · Catînsus 90' | Asistencia: 400 espectadores Árbitro(s): Sergo Kvaratskhelia | Asistencia: 400 espectadores Árbitro(s): Sergo Kvaratskhelia |

| 26 de enero de 1999 | Tulevik Viljandi | 0 – 2 | Rusia U21                                | Spartak Manege, Moscú                                      |                                                            |
|                     |                  |       | Kantonistov 27' (pen.) · Vishnevskiy 62' | Asistencia: 100 espectadores Árbitro(s): Allabergen Sapaev | Asistencia: 100 espectadores Árbitro(s): Allabergen Sapaev |

| 26 de enero de 1999 | Zimbru Chișinău           | 2 – 0 | CAG-Dinamo-MVD Bishkek | Spartak Manege, Moscú                                    |                                                          |
|                     | Butelschi 30' · Boreț 89' |       |                        | Asistencia: 300 espectadores Árbitro(s): Slavik Kazaryan | Asistencia: 300 espectadores Árbitro(s): Slavik Kazaryan |

### Grupo D

#### Tabla No Oficial
| Equipo                | J | G | E | P | GF | GC | GD | Pts |
| --------------------- | - | - | - | - | -- | -- | -- | --- |
| Spartak-2 Moscú       | 3 | 3 | 0 | 0 | 5  | 1  | +4 | 9   |
| Tsement Ararat        | 3 | 2 | 0 | 1 | 4  | 3  | +1 | 6   |
| Yelimay Semipalatinsk | 3 | 0 | 1 | 2 | 3  | 5  | -2 | 1   |
| Varzob Dushanbe       | 3 | 0 | 1 | 2 | 2  | 5  | -3 | 1   |

#### Tabla Oficial
| Equipo                | J | G | E | P | GF | GC | GD | Pts |
| --------------------- | - | - | - | - | -- | -- | -- | --- |
| Tsement Ararat        | 2 | 2 | 0 | 0 | 4  | 2  | +2 | 6   |
| Yelimay Semipalatinsk | 2 | 0 | 1 | 1 | 2  | 3  | -1 | 1   |
| Varzob Dushanbe       | 2 | 0 | 1 | 1 | 2  | 3  | -1 | 1   |

#### Results
| 23 de enero de 1999 | Spartak-2 Moscú | 1 – 0 | Tsement Ararat | Spartak Manege, Moscú                                    |                                                          |
|                     | Perednya 81'    |       |                | Asistencia: 300 espectadores Árbitro(s): Khagani Mamedov | Asistencia: 300 espectadores Árbitro(s): Khagani Mamedov |

| 23 de enero de 1999 | Varzob Dushanbe | 1 – 1 | Yelimay Semipalatinsk | Spartak Manege, Moscú                                     |                                                           |
|                     | Norkulov 58'    |       | Vishnyakov 88'        | Asistencia: 500 espectadores Árbitro(s): Yuri Chebotaryov | Asistencia: 500 espectadores Árbitro(s): Yuri Chebotaryov |

| 24 de enero de 1999 | Tsement Ararat               | 2 – 1 | Varzob Dushanbe | Spartak Manege, Moscú                                  |                                                        |
|                     | Voskanyan 56' · Sarikyan 75' |       | Volkov 25'      | Asistencia: 250 espectadores Árbitro(s): Yuri Baskakov | Asistencia: 250 espectadores Árbitro(s): Yuri Baskakov |

| 24 de enero de 1999 | Yelimay Semipalatinsk | 1 – 2 | Spartak-2 Moscú                | Spartak Manege, Moscú                                     |                                                           |
|                     | Lunyov 31'            |       | Murushkin 37' · Kuzmichyov 38' | Asistencia: 300 espectadores Árbitro(s): Ihor Horozhankin | Asistencia: 300 espectadores Árbitro(s): Ihor Horozhankin |

| 26 de enero de 1999 | Yelimay Semipalatinsk | 1 – 2 | Tsement Ararat    | Spartak Manege, Moscú                                   |                                                         |
|                     | Abildaev 42'          |       | Voskanyan 35' 72' | Asistencia: 500 espectadores Árbitro(s): Andrei Butenko | Asistencia: 500 espectadores Árbitro(s): Andrei Butenko |

| 26 de enero de 1999 | Spartak-2 Moscú               | 2 – 0 | Varzob Dushanbe | Spartak Manege, Moscú                                       |                                                             |
|                     | Alyakrinsky 38' · Sosulin 72' |       |                 | Asistencia: 300 espectadores Árbitro(s): Kurmanbek Ordabaev | Asistencia: 300 espectadores Árbitro(s): Kurmanbek Ordabaev |

## División Superior

### Grupo A
| Equipo                  | J | G | E | P | GF | GC | GD | Pts |
| ----------------------- | - | - | - | - | -- | -- | -- | --- |
| Spartak Moscú           | 3 | 3 | 0 | 0 | 9  | 1  | +8 | 9   |
| FBK Kaunas              | 3 | 2 | 0 | 1 | 4  | 3  | +1 | 6   |
| Dnepr-Transmash Mogilev | 3 | 1 | 0 | 2 | 6  | 8  | -2 | 3   |
| Dinamo Tbilisi          | 3 | 0 | 0 | 3 | 4  | 11 | -7 | 0   |

| 23 de enero de 1999 | FBK Kaunas                      | 2 – 0 | Dinamo Tbilisi | CSKA Palace of Sports, Moscú                                |                                                             |
|                     | Petrenko 3' (pen.) · Trakys 34' |       |                | Asistencia: 1,000 espectadores Árbitro(s): Sergei Khusainov | Asistencia: 1,000 espectadores Árbitro(s): Sergei Khusainov |

| 23 de enero de 1999 | Spartak Moscú                                  | 3 – 0 | Dnepr-Transmash Mogilev | CSKA Palace of Sports, Moscú                              |                                                           |
|                     | Khlestov 18' · Tikhonov 65' (pen.) · Titov 82' |       |                         | Asistencia: 4,000 espectadores Árbitro(s): Oleg Timofejev | Asistencia: 4,000 espectadores Árbitro(s): Oleg Timofejev |

| 24 de enero de 1999 | Dinamo Tbilisi | 1 – 4 | Spartak Moscú                                       | CSKA Palace of Sports, Moscú                                  |                                                               |
|                     | Shengelia 18'  |       | Tikhonov 3' · Yuran 44' · Bezrodny 67' · Robson 90' | Asistencia: 4,300 espectadores Árbitro(s): Algirdas Dubinskas | Asistencia: 4,300 espectadores Árbitro(s): Algirdas Dubinskas |

| 24 de enero de 1999 | Dnepr-Transmash Mogilev | 1 – 2 | FBK Kaunas               | CSKA Palace of Sports, Moscú                                 |                                                              |
|                     | Lukashov 15'            |       | Laurišas 3' · Trakys 65' | Asistencia: 150 espectadores Árbitro(s): Kadyrbek Chynybekov | Asistencia: 150 espectadores Árbitro(s): Kadyrbek Chynybekov |

| 26 de enero de 1999 | Dinamo Tbilisi                             | 3 – 5 | Dnepr-Transmash Mogilev                             | CSKA Palace of Sports, Moscú                           |                                                        |
|                     | Asatiani 12' · Mikadze 23' · Shengelia 35' |       | Lanko 14' · Aharodnik 17' 44' · Chumachenko 36' 90' | Asistencia: 300 espectadores Árbitro(s): Yuri Baskakov | Asistencia: 300 espectadores Árbitro(s): Yuri Baskakov |

| 26 de enero de 1999 | Spartak Moscú                     | 2 – 0 | FBK Kaunas | CSKA Palace of Sports, Moscú                                 |                                                              |
|                     | Baranov 26' · Tikhonov 30' (pen.) |       |            | Asistencia: 3,800 espectadores Árbitro(s): Rahmon Murtazayev | Asistencia: 3,800 espectadores Árbitro(s): Rahmon Murtazayev |

### Grupo B
| Equipo           | J | G | E | P | GF | GC | GD  | Pts |
| ---------------- | - | - | - | - | -- | -- | --- | --- |
| Dynamo Kiev      | 3 | 2 | 1 | 0 | 7  | 3  | +4  | 7   |
| Skonto Riga      | 3 | 2 | 0 | 1 | 16 | 5  | +6  | 6   |
| Kapaz Ganja      | 3 | 1 | 1 | 1 | 2  | 4  | -2  | 4   |
| Köpetdag Aşgabat | 3 | 0 | 0 | 3 | 1  | 14 | -13 | 0   |

| 23 de enero de 1999 | Dynamo Kiev                                              | 4 – 3 | Skonto Riga                      | CSKA Palace of Sports, Moscú                           |                                                        |
|                     | Serebrennikov 39' 59' · Kormiltsev 47' · Mykhaylenko 52' |       | Miholaps 12' 27' · Bleidelis 78' | Asistencia: 3,000 espectadores Árbitro(s): Oleg Chikun | Asistencia: 3,000 espectadores Árbitro(s): Oleg Chikun |

| 23 de enero de 1999 | Köpetdag Aşgabat | 0 – 2 | Kapaz Ganja                | CSKA Palace of Sports, Moscú                               |                                                            |
|                     |                  |       | Mardanov 29' · Sadigov 69' | Asistencia: 1,000 espectadores Árbitro(s): Andrei Iacovlev | Asistencia: 1,000 espectadores Árbitro(s): Andrei Iacovlev |

| 24 de enero de 1999 | Skonto Riga                                                                                | 9 – 1 | Köpetdag Aşgabat | CSKA Palace of Sports, Moscú                              |                                                           |
|                     | Rekhviashvili 22' 55' · Pahars 27' 63' · Bleidelis 39' 52' · Miholaps 61' 72' · Melnyk 77' |       | Agaýew 45'       | Asistencia: 1,000 espectadores Árbitro(s): Andrei Butenko | Asistencia: 1,000 espectadores Árbitro(s): Andrei Butenko |

| 24 de enero de 1999 | Kapaz Ganja | 0 – 0 | Dynamo Kiev | CSKA Palace of Sports, Moscú                             |  |
|                     |             |       |             | Asistencia: 3,000 espectadores Árbitro(s): Romāns Lajuks |  |

| 26 de enero de 1999 | Skonto Riga                                   | 4 – 0 | Kapaz Ganja | CSKA Palace of Sports, Moscú                                |                                                             |
|                     | Pahars 51' · Astafjevs 56' 76' · Solovyov 86' |       |             | Asistencia: 1,500 espectadores Árbitro(s): Sergei Khusainov | Asistencia: 1,500 espectadores Árbitro(s): Sergei Khusainov |

| 26 de enero de 1999 | Dynamo Kiev                      | 3 – 0 | Köpetdag Aşgabat | CSKA Palace of Sports, Moscú                              |                                                           |
|                     | U.Makowski 12' 45' · Kosyrin 81' |       |                  | Asistencia: 3,500 espectadores Árbitro(s): Oleg Timofejev | Asistencia: 3,500 espectadores Árbitro(s): Oleg Timofejev |

## Fase Final

### Semifinal
- Se toman en cuenta los resultados de la primera ronda: Dynamo v Skonto (4–3) y Spartak v Kaunas (2–0).

| Equipo        | J | G | E | P | GF | GC | GD | Pts |
| ------------- | - | - | - | - | -- | -- | -- | --- |
| Spartak Moscú | 3 | 2 | 1 | 0 | 5  | 1  | +4 | 7   |
| Dynamo Kiev   | 3 | 1 | 2 | 0 | 4  | 3  | +1 | 5   |
| Skonto Riga   | 3 | 1 | 0 | 2 | 8  | 8  | 0  | 3   |
| FBK Kaunas    | 3 | 0 | 1 | 2 | 1  | 6  | -7 | 1   |

| 27 de enero de 1999 | FBK Kaunas | 0 – 0 | Dynamo Kiev | CSKA Palace of Sports, Moscú                                  |  |
|                     |            |       |             | Asistencia: 3,000 espectadores Árbitro(s): Kurmanbek Ordabaev |  |

| 27 de enero de 1999 | Spartak Moscú                 | 3 – 1 | Skonto Riga   | CSKA Palace of Sports, Moscú                               |                                                            |
|                     | Bezrodny 18' 89' · Robson 54' |       | Bleidelis 57' | Asistencia: 3,000 espectadores Árbitro(s): Khagani Mamedov | Asistencia: 3,000 espectadores Árbitro(s): Khagani Mamedov |

| 29 de enero de 1999 | Skonto Riga                              | 4 – 1 | FBK Kaunas   | CSKA Palace of Sports, Moscú                                 |                                                              |
|                     | Dedura 17' (a.g.) · Miholaps 21' 38' 80' |       | Karvelis 84' | Asistencia: 750 espectadores Árbitro(s): Sergo Kvaratskhelia | Asistencia: 750 espectadores Árbitro(s): Sergo Kvaratskhelia |

| 29 de enero de 1999 | Dynamo Kiev | 0 – 0 | Spartak Moscú | CSKA Palace of Sports, Moscú                             |  |
|                     |             |       |               | Asistencia: 4,000 espectadores Árbitro(s): Romāns Lajuks |  |

### Final
| 31 de enero de 1999 | Spartak Moscú             | 2 – 1 | Dynamo Kiev    | Olympic Sport Complex, Moscú                                |                                                             |
|                     | Melyoshin 61' · Titov 89' |       | Byalkevich 48' | Asistencia: 20,000 espectadores Árbitro(s): Andrei Iacovlev | Asistencia: 20,000 espectadores Árbitro(s): Andrei Iacovlev |

## Campeón
| Copa de la CEI 1999           |
| ----------------------------- |
| Bandera de Rusia              |
| FC Spartak de Moscú 4º Título |

## Máximos goleadores
| # | Futbolista       | Equipo         | Goles |
| - | ---------------- | -------------- | ----- |
| 1 | Mihails Miholaps | Skonto Riga    | 7     |
| 2 | Imants Bleidelis | Skonto Riga    | 4     |
| 3 | Andrey Tikhonov  | Spartak Moscú  | 3     |
| 3 | Artyom Bezrodny  | Spartak Moscú  | 3     |
| 3 | Marians Pahars   | Skonto Riga    | 3     |
| 3 | Artur Voskanyan  | Tsement Ararat | 3     |